# Palais abbasside
Le palais abbasside, construit par le calife Abû al-`Abbâs an-Nasir li-Dîn Allah (1158-1225) à Bagdad, alors capitale du califat abbasside. 

## Histoire
Le palais abbasside est le plus vieux bâtiment de Bagdad, les fouilles récentes montrent que le bâtiment a été construit initialement dans le but d'accueillir une madrassa (lieu d'enseignement théologique) sur l'ordre du calife An-Nasir. Celui-ci est à l'origine de la construction de nombreux autres institutions notables dont l'école Al-Mustansiriya, construite moins d'un siècle plus tard et située à proximité ; celle-ci fait également partie du même site inscrit au patrimoine de l'humanité en 2014.
Il y a controverse sur la date initiale du site, stylistiquement, il a probablement été construit pendant le califat d'Al-Mustansir (première moitié du XIIIe siècle, ce qui correspond à la période abbasside tardive (1175-1230)). En raison de la ressemblance du palais dans le plan et la structure avec l'école Al-Mustansiriya, certains chercheurs pensent qu'il s'agit de l'école théologique Sharabiya, construite également au XIIe siècle et mentionnée par les anciens historiens arabes.

## Description
Cet édifice entièrement construit en briques est sur deux étages autour d'une cour centrale et se trouve à proximité de la rive gauche du Tigre. Le bâtiment est orné d'arcades et de muqarnas, une des façades est ornée par un grand iwan dans le style seldjoukide avec de la brique sculptée en arabesques. Lors de travaux modernes de reconstruction, un autre iwan a été ajouté pour y faire face.
La cour intérieure est bordée par une galerie voûtée de muqarnas entourée de petites chambres qui ont été utilisés par les étudiants de la madrasa. Ce plan d'étage a été dupliqué au second niveau ; la partie occidentale de la cour débouche dans une grande salle qui servait de musalla (salle de prière).